# 科学高等学校 (韓国)
科学高等学校（Science High School）、略称「科学高校」は、大韓民国の特殊な目的の高校で、2007年現在、韓国全域に19校がある。広い意味において、科学英才学校を含むこともある。

## 歴史
1983年、京畿科学高校を最初として、その後1984年に慶南科学高校、大田科学高校、光州科学高校が開校し、1988年に大邱科学高校が開校、1989年にソウル科学高校が開校した。初期にはほとんどの学生が高校2年を修了して韓国科学技術院 (現在のKAIST) に進学したが、1990年代半ばからは、科学高校の数が増えてきて、韓国科学技術院の定員よりも科学高校の生徒数が多くなり、ソウル大学校などを含む一般的な大学にも多くが進学するようになった。一部の科学高校の場合、比較内申制の廃止前まで、ソウル大学校に進学する割合がかなり高かったが、比較内申制の廃止後は、相対的にその割合が減少した。これにより、入試中心の教育をすることになり、設立当初の目的とは違って、単に「名門大学」への進学率が高い名門高校に転落したという批判も受けている。
1989年以降は1991年に全北、 釜山（現在のKAIST附設韓国科学英才高校）、1992年に漢城、全南、1993年には江原、慶北、1994年には仁川、忠南、1999年に済州、2002年に蒋英実 (2010年に釜山に改称) 、2005年に京畿北、2006年に蔚山、2007年に慶山、2008年に世宗、2011年に大邱一、昌原の各科学高校が開校した。
草創期には男子校であったが、1988年に京畿科学高校が男女共学に変更され、1989年に残る科学高校も男女共学に移行しており、その後新設された科学高等学校はすべて男女共学で開校した。

## 入試 (Ipsi)
最初の10年ほどは、全国科学高等学校連合で問題を出題して筆記試験を実施し、ここでは一般高校入試に使用する体力章 (身体能力検査の結果に応じて与えられるメダル) の点数20点を加え、その合計点で学生を選抜した。その後、連合筆記試験は廃止され、学校長推薦・競時大会や国内外の科学オリンピック受賞者・英才教育施設の修了生・国家有功者の子女および海外移民の子女のための特別選考、そして一般選考で面接を通じ学生を選抜したが、2011年度新入生選抜から自己主導学習選考と科学創造性選考に選考方法が大きく変わった。これらの入試では、私教育を誘発する各種競時大会、英才教育院の実績などはすべて排除される。選考方式の詳細は、各科学高校ごとに少しずつ異なっている。

## 選考方法の類型
学校ごとに選考方法が異なるが、概ね次のような形式を持つ。

### 自己主導的学習選考
学習計画書、推薦状、生活記録簿を用いた書類の評価＋訪問面接+個別面接（内申だけで選ばれる）

### 科学創意性選考
学習計画書、推薦状、生活記録簿を用いた書類の評価+科学創意性の評価
なお、すべての選考において、私教育を誘発する可能性がある科学オリンピック、各種競技大会、英才教育院などの実績は反映されない（内申だけで選ばれる）。
2019年現在は、廃止となった。

## 特徴
特別市・広域市、道の規模で志願者を募集するので、他の特別な目的の高校と同様にすべての学校が寄宿舎を運営している。現在のすべての学校が公立学校であり、私立の科学高校は、現在一箇所もない。
現在、一部の学生は、早期卒業制度を利用し高等学校の課程を2年で終えて大学に進学する。通常、一般系高等学校と同様に早期卒業をするためには、教育庁の認可を受けなければならないが、一般系高校では、早期卒業には別途、追加的な早期履修班を受講することが要求されるのとは異なり、科学高校では、基本的な教育課程の履修と「早期卒業考査」という試験だけで早期卒業認可を受けることができる。
現在、科学高校の生徒だけが申請できるプログラムには、科学英才教育充実化のためR＆E（研究および教育）プログラムがある。科学高校の学生のためには、一部の科目（専門教科）に限り、別途の教科書がある（高級物理学、高級化学、高級生命科学、高級地球科学、高級数学Ⅰ・Ⅱなど）。教育課程は、通常の一般系高等学校より先行しており、一部の科目（AP）では、大学の教材を使用する。

## 参考

### 専門系高校
実業系から転換された多くの特性高校が、生命科学高校、自然科学高校、調理科学高校、コンピュータ科学高校のような形で、校名を科学高等学校に改名しているが、これはこの記事で扱う科学高校とは関係がない。なお、一部の専門系高校は、専門系の特殊な目的の高校に指定されている場合もある。海洋科学高校は海洋系の特別目的高校に指定されている場合がある。

### 英才学校
英才学校は、科学高校とは異なり、法的には別の法律で管理されている（2009年2月28日まで韓国科学英才学校は英才教育振興法と初中等教育法、科学高校は中等教育法の所轄であった）。2009年3月1日付けで韓国科学英才高校は、KAIST附設韓国科学英才高校に改名されると同時に、KAISTに吸収統合され、改訂された韓国科学技術院法の適用を受ける。
英才高校には、韓国科学英才高校、ソウル科学高校、京畿科学高校、大田科学高校、大邱科学高校、光州科学高校、仁川科学芸術英才学校、世宗科学芸術英才学校の8校が指定されている。法律上は初等学校 (小学校) や中学校の過程の英才学校も指定することができるが、すべてが高等学校課程であり、すべて科学高校から移行されているため、入試では便宜上、科学高校に含められる場合が多い。